# Oswaldo Dandru
Oswaldo Dandru, connu en France comme Osvaldo ou Oswald Dandru, en Espagne sous son seul prénom, né le 28 janvier 1935 à Rosario (Argentine) et mort le 20 mai 1970 à Mallemoisson (France), est un footballeur franco-argentin. 

## Biographie

### Carrière de joueur
Dandru est recruté en 1959 par l'OGC Nice, champion de France en titre. Il a auparavant possiblement joué pour Newell's Old Boys, un club de football argentin basé dans sa ville natale de Rosario, mais cela ne semble pas ou plus être le cas depuis plusieurs années au moment de son transfert. Il arrive en même temps que deux autres joueurs argentins, Hector De Bourgoing et Juan Carlos Auzoberry. Comme De Bourgoing, qui sera sélectionné en équipe de France, Dandru dispose d'une double nationalité française,.  
Dandru joue pendant cinq saisons pour le club niçois, généralement comme « inter » (milieu de terrain offensif) ou ailier. Il dispute notamment un match de Coupe des clubs champions européens en 1959 et 99 matchs de championnat (au cours desquels il marque 21 buts). Le 19 septembre 1962, il inscrit le 1000e but du club niçois en première division face aux Girondins de Bordeaux. 
En mars 1964 il est impliqué dans une agression de l’entraîneur niçois Numa Andoire. Son contrat n'est pas renouvelé en fin de saison et il rentre en Amérique du Sud, joue en Argentine et au Chili, puis revient en Europe. Il signe au Rayo Vallecano, en deuxième division du championnat d'Espagne, en octobre 1967 et y joue cinq matchs. Il semble ne plus jouer à un niveau professionnel ensuite.

### Après-carrière
Dandru rencontre une Française pendant ses années à Nice, qui le suit en Amérique du Sud à l'issue de son contrat. À la fin de sa carrière de joueur, ils reviennent en France, et s'installent bientôt chez les parents de sa compagne, qui élèvent la fille de cette dernière depuis le départ du couple à l’étranger. Le 20 mai 1970, la fille, âgée de 14 ans, accuse son beau père, d'agression sexuelle. Confronté par sa compagne et ses parents, il les agresse avec un couteau. Le beau-père de sa compagne, Léon Nevière (ou Neuvière), défend sa famille et tue l'ancien footballeur.

## Statistiques
| Saison    | Club                     | Championnat | Matchs | Buts |
| --------- | ------------------------ | ----------- | ------ | ---- |
| 1959-1960 | OGC Nice                 | D1          | 10     | 5    |
| 1960-1961 | OGC Nice                 | D1          | 23     | 2    |
| 1961-1962 | OGC Nice                 | D1          | 30     | 8    |
| 1962-1963 | OGC Nice                 | D1          | 25     | 5    |
| 1963-1964 | OGC Nice                 | D1          | 10     | 5    |
| 1967-1968 | Rayo Vallecano de Madrid | D2          | 5      | 1    |